# Кернейський сільський округ
Керне́йський сільський округ (каз. Керней ауылдық округі, рос. Кернейский сельский округ) — адміністративна одиниця у складі Бухар-Жирауського району Карагандинської області Казахстану. Адміністративний центр — село Керней.
Населення — 1471 особа (2021; 2087 у 2009, 2504 у 1999, 2938 у 1989).
Станом на 1989 рік існувала Димитровська сільська рада (села Акжар, Алгабас, Корнеєвка). До 2018 року округ називався Корнієвським.

## Склад
До складу округу входять такі населені пункти:
| Населений пункт | Населення, осіб (1989) | Населення, осіб (1999) | Населення, осіб (2009) | Населення, осіб (2021) |
| --------------- | ---------------------- | ---------------------- | ---------------------- | ---------------------- |
| Акжар, село     | 428                    | 448                    | 338                    | 273                    |
| Алгабас, село   | 565                    | 563                    | 362                    | 244                    |
| Керней, село    | 1945                   | 1493                   | 1387                   | 954                    |